# Абдуллазаде, Камран Назим оглы
Камран Назим оглы Абдуллазаде (азерб. Abdullazadə Kamran Nazim oğlu; род. 20 марта 1995, Ленкорань) — азербайджанский футболист. Выступает на позиции полузащитника. Защищает цвета команды «Баку».

## Биография
Начал заниматься футболом в возрасте 10 лет в СДЮСШ города Ленкорань под руководством тренера Бахтияра Мирсейидова. Провёл здесь 4 года. В 2009 году был привлечён в юношескую команду ФК «Хазар-Ленкорань», где его наставником был Намик Караев.

## Клубная карьера

### Чемпионат
Являющийся воспитанником клуба премьер-лиги Азербайджана — ФК «Хазар-Ленкорань» Камран Абдуллазаде, с 2011 года выступает в основном составе «кораблестроителей». В октябре 2013 года был призван на воинскую службу в ряды вооружённых сил Азербайджана и был привлечён в состав спортивного клуба армии — МОИК. Однако уже в декабре 2013 года между руководителями двух клубов была достигнута договорённость о возвращении Абдуллазаде в родной клуб «Хазар-Ленкорань», где он продолжил выступать на правах аренды.
Сразу же после возвращения в состав «бело-зелёных», Камран был привлечён новым главным тренером ленкоранцев, турецким специалистом Мустафой Денизли в основной состав клуба.

### Кубок
Будучи игроком ФК «Хазар-Ленкорань» выступал в Суперкубке Азербайджана 2013 года:
| № | Дата            | Раунд                                   | Клуб              | Соперник      | Итог |
| - | --------------- | --------------------------------------- | ----------------- | ------------- | ---- |
| 1 | 23 октября 2013 | Суперкубок Азербайджана по футболу 2013 | «Хазар-Ленкорань» | «Нефтчи» Баку | 2:1  |

## Лига Европы УЕФА
Был в заявке ФК «Хазар-Ленкорань» для участия в Лиге Европы УЕФА сезона 2012/2013 годов.

## Сборная Азербайджана
Имеет опыт выступления за все возрастные категории юношеских сборных Азербайджана.

### до 17
Дебютировал в составе юношеской сборной Азербайджана до 17 лет 25 октября 2011 года, в квалификационном матче Чемпионата Европы против сборной Хорватии в городе Ровинь, завершившейся победой сборной Азербайджана со счётом 2:1.

### до 19
Первый матч за юношескую сборную Азербайджана до 19 лет провёл 12 октября 2013 года, в квалификационном матче Чемпионата Европы против сборной Боснии и Герцеговины в городе Ландскруна, завершившейся вничью 0:0.

## Достижения
«Хазар-Ленкорань»
- Серебряный призёр чемпионата Азербайджана: 2011, 2012
- Обладатель Кубка Азербайджана: 2011
- Обладатель Суперкубка Азербайджана: 2013